# Маліновська Тетяна Олександрівна
Маліновська Тетяна Олександрівна (1980, м. Одеса, Україна) — українська художниця, автор об'єктів і інсталяцій, куратор. Представник жіночої української арт-сцени, куратор проекту в руслі феміністичного мистецтва України.

## Біографія
Народилась у 1980 році в Одесі. Батько за фахом біохімік-дослідник, мати — філолог журналіст. У 1985 році родина переїхала до Севастополя. Тетяна відвідувала художній гурток у Палаці Культури Рибалок. Закінчила Севастопольську художню школу та Харківську державну академію дизайну та мистецтв.
У 2005 одружилася з художником Артемом Волокітіним. Створювала з ним спільні кураторські проєкти. Жила і працювала у Харкові.
2007 року стала співзасновницею майстерні VM Art Studio — мистецької творчої лабораторії та незалежного артпростору.
Після початку російського вторгнення 2022 року у їхню квартиру в Харкові влучила російська ракета. Артем Волокітін та Тетяна Маліновська переїхали до Потсдама разом із п'ятьма дітьми.
У 2023 році відбулася виставка «Лакуна» у KunstHaus Potsdam, де були представлені проєкти трьох українських та трьох німецьких художників, зокрема Тетяни Маліновської. Виставку відвідав канцлер Німеччини Олаф Шольц. Колаж Маліновської складався з фрагментів новин про підрив будинку, старих плівок та предметів побуту й одягу, яким ділилися люди з українськими біженцями. Ця інсталяція передавала відчуття крихкості та зображала, як війна проникає в особисте, інтимне життя.

## Творчість
Працює в техніках олійного живопису, графіки, вишивки, медіаарту, відеоарту. Головною темою робіт Маліновської є погляд з різних боків на феномен жіночності: те, як фемінність проявляє себе в живих і не живих об'єктах, в умовах глобалізації або персоналізації. Тетяна Маліновська тяжіє до сюрреалізму, за описом Інги Естеркіної, Тетяна користується прийомами гіперреалізму і «грає формами і розмірами, створює реальність — абсурдну, але переконливу не менше, ніж сни».
Кураторські проєкти:
- 2015 — Виставка «0 без палички», Єрмілов Центр, Харків, Україна
- 2016 — Ботаніка, галерея Лавра, Київ, Україна
- 2017 — Виставка «Marry me! Виходь за мене», Музей історії Києва

Персональні виставки:
- 2013 — Виставка «Коливання», Єрмілов Центр, Харків, Україна
- 2015 — TOY STORY, Voloshyn Gallery, Київ, Україна
- 2016 — Фотосинтез (спільно з А. Волокітіним), Voloshyn Gallery, Київ, Україна